# Sam Ranzino
Samuel Salvadore Ranzino, detto Sam (Gary, 23 giugno 1928 – Winnabow, 13 marzo 1994), è stato un cestista statunitense, professionista nella NBA.

## Carriera
Ranzino è stato una guardia "All-American" alla North Carolina State University e ha giocato una stagione in NBA per i Rochester Royals.
Giocò alla Emerson High School di Gary, Indiana e fu reclutato dalla NC State tramite coach Everett Case, anche lui proveniente dall'Indiana. Ranzino guidò i Wolfpack a 4 titoli consecutivi della Southern Conference basketball e portò la scuola alla sua prima apparizione alle Final Four nel 1950.
Individualmente, Ranzino fu nominato All-American nel 1950 e fece parte del First Team All-American del 1951.  Segnò 1,967 nella sua carriera, un record che resistette fino al 1975 quando fu battuto da David Thompson (2309). La maglia numero 77 di Ranzino è stata ritirata da NC State ed è ora appesa alle travi dell'RBC Center.
Dopo aver completato la sua carriera al college, Ranzino fu selezionato dai Rochester Royals al primo giro del Draft NBA 1951 (8ª scelta assoluta).
Giocò per una sola stagione per i Royals, segnando una media di 2.2 punti a partita.
Sam Ranzino fu inserito nella North Carolina Sports Hall of Fame nel 1982.

## Palmarès
- NCAA AP All-America First Team (1951)
- NCAA AP All-America Second Team (1950)